# جماعة تاكزيرت
 جماعة تاكزيرت هي جماعة قروية تقع في دائرة القصيبة، بالمغرب. يبلغ عدد سكانها حسب إحصاء سنة 2004 ، 20,665 نسمة، يمثل السكان الحضريون منهم 4% فقط.
تبلغ مساحتها 244 كلم مربع، وترتفع 650 م عن سطح البحر، حيث تقع في  سلسة جبال الأطلس المتوسط بنسبة 52% من مساحتها الإجمالية، بينما تمثل السهول 19% من هذه المساحة.